# Joseph Liu Xinhong

Bischofswappen von Joseph Liu Xinhong

Joseph Liu Xinhong (chinesisch 刘新红; * 1964 in Wuhu, Volksrepublik China) ist ein chinesischer Geistlicher und römisch-katholischer Bischof von Anqing.

## Leben
Joseph Liu Xinhong empfing am 18. November 1990 das Sakrament der Priesterweihe.
2005 wurde er durch die Chinesische Katholisch-Patriotische Vereinigung zum Bischof von Anqing ernannt. Joseph Liu Xinhong empfing am 3. Mai 2006 die Bischofsweihe. Zuvor hatte der Heilige Stuhl die Ernennung aufgrund seiner Nähe zur kommunistischen Partei abgelehnt, was ihn zum Verzicht auf die Bischofsweihe bewogen hatte. Vermutlich führte gesteigerter Druck seitens der Staatsführung dann doch zu seiner Weihe ohne vorherige Genehmigung durch den Papst. Joseph Liu Xinhong und die Konsekratoren zogen sich damit die Exkommunikation zu.
Papst Franziskus erkannte die Ernennung am 22. September 2018 an.